# H&K USP
H&K USP (独: Universale Selbstladepistole, 英: Universal Self-loading Pistol) は、ドイツの銃器メーカーであるH&K社が開発した自動拳銃である。
9x19mmパラベラム弾仕様は、P8の名称で現在のドイツ連邦軍の制式拳銃になっている。他のバリエーションを含めると、多数の軍・警察・国家機関などに採用されている。

## 概要

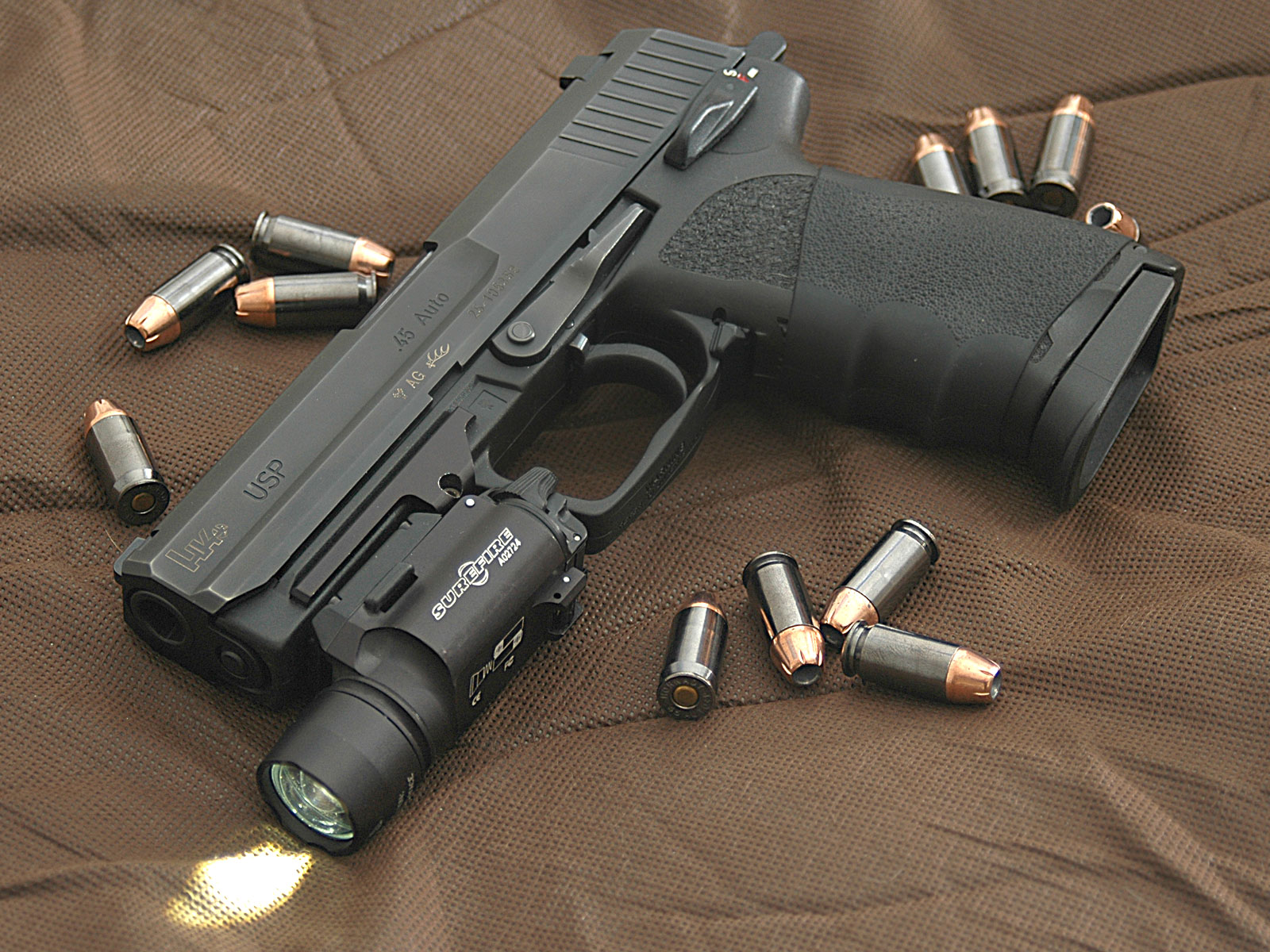
フラッシュライトを取り付けたUSP45

1993年に開発されたUSPは、.40S&W弾の使用を前提として作られ、9x19mmパラベラム弾と.40S&W弾では、弾倉と銃身組み込み済みのスライドなどの部品を交換することで使用弾薬を変更できる。また、アメリカへの進出を睨み、これらよりも少し大きいサイズで.45ACP弾モデルも発売されている。
同社には、H&K P7という拳銃がすでに存在したが、これはスクイズコッカーなどの特殊な機構を持ち、製品としての評判が芳しくなかったこと、.40S&W弾以上の弾薬を使用するには設計上無理があったことなどから、拳銃の商品展開に穴があった。USPは革新的機構や独特の機構を採用してきた同社が、あえて現状の技術のみを使い開発している。
口径は、9mm（9x19mmパラベラム弾・.357SIG弾）・10mm（.40S&W弾）・11.4mm（.45ACP弾）の4つのバリエーションが存在する。ダブルカラムマガジン（複列弾倉）を採用し、装弾数は9mm弾モデルが15+1発、.40S&W弾モデルが13+1発、.45ACP弾モデルが12+1発となる。

## 歴史

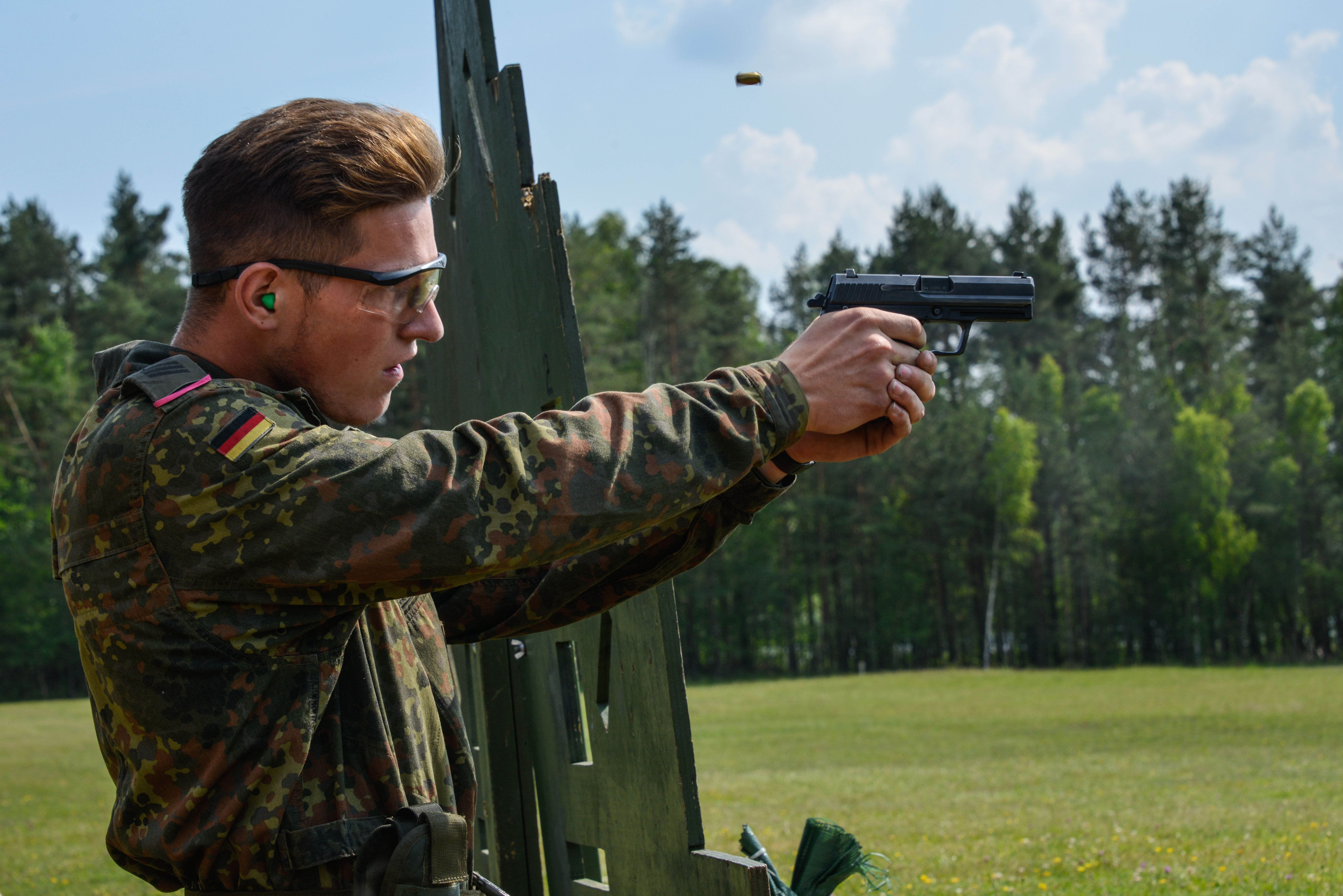
多国籍戦車技能競技大会でP8を使用するドイツ連邦軍兵士

H&K社は1970年に世界初のポリマーフレーム製拳銃H&K VP70を発表したが、商業的には失敗に終わった。それから約10年後、グロック社の開発したポリマーフレーム製拳銃グロック17が販売され好調な売れ行きを示すと、これからの時代はポリマーフレーム拳銃にあると見たH&K社はアメリカ市場で通用するポリマーフレーム製拳銃の開発を再スタートした。
1993年に発表されたUSPは、文字通りH&K社の販売戦略上の基幹拳銃となり、さまざまなバリエーションが発売された。なおUSSOCOM（アメリカ特殊作戦軍）の制式採用トライアルを勝ち抜いた拳銃、H&K MARK 23（SOCOM ピストル）はUSPがベースである。
軍隊、警察等では、ドイツ連邦軍（名称はP8）やアイルランド陸軍が制式採用している。また、日本警察の特殊部隊（SAT）や警視庁警備部警護課のほか、陸上自衛隊の特殊作戦群、韓国の海洋警察特別攻撃隊も装備している。
派生型であるUSP コンパクト（9x19mmパラベラム弾仕様）は、P10の名称で、ドイツ警察および法執行機関に制式採用されている。

## 特徴

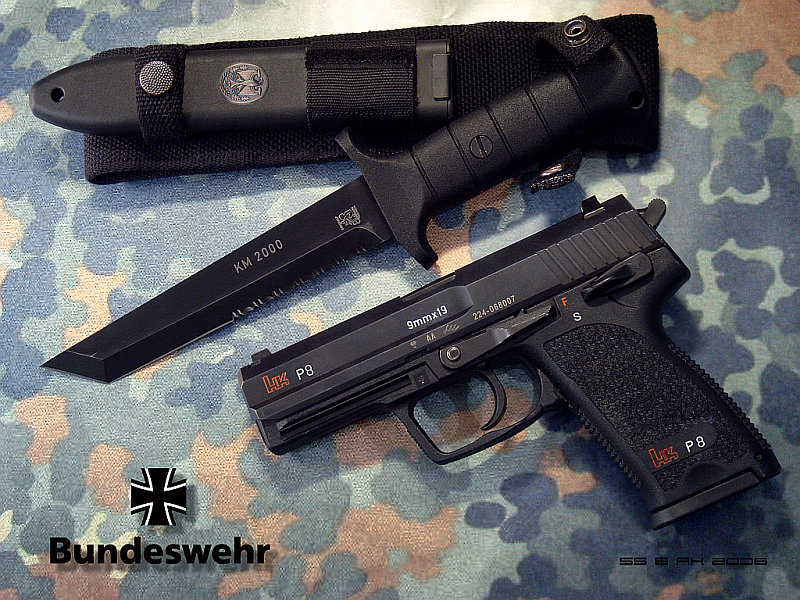
ドイツ連邦軍のP8とKM2000ナイフ

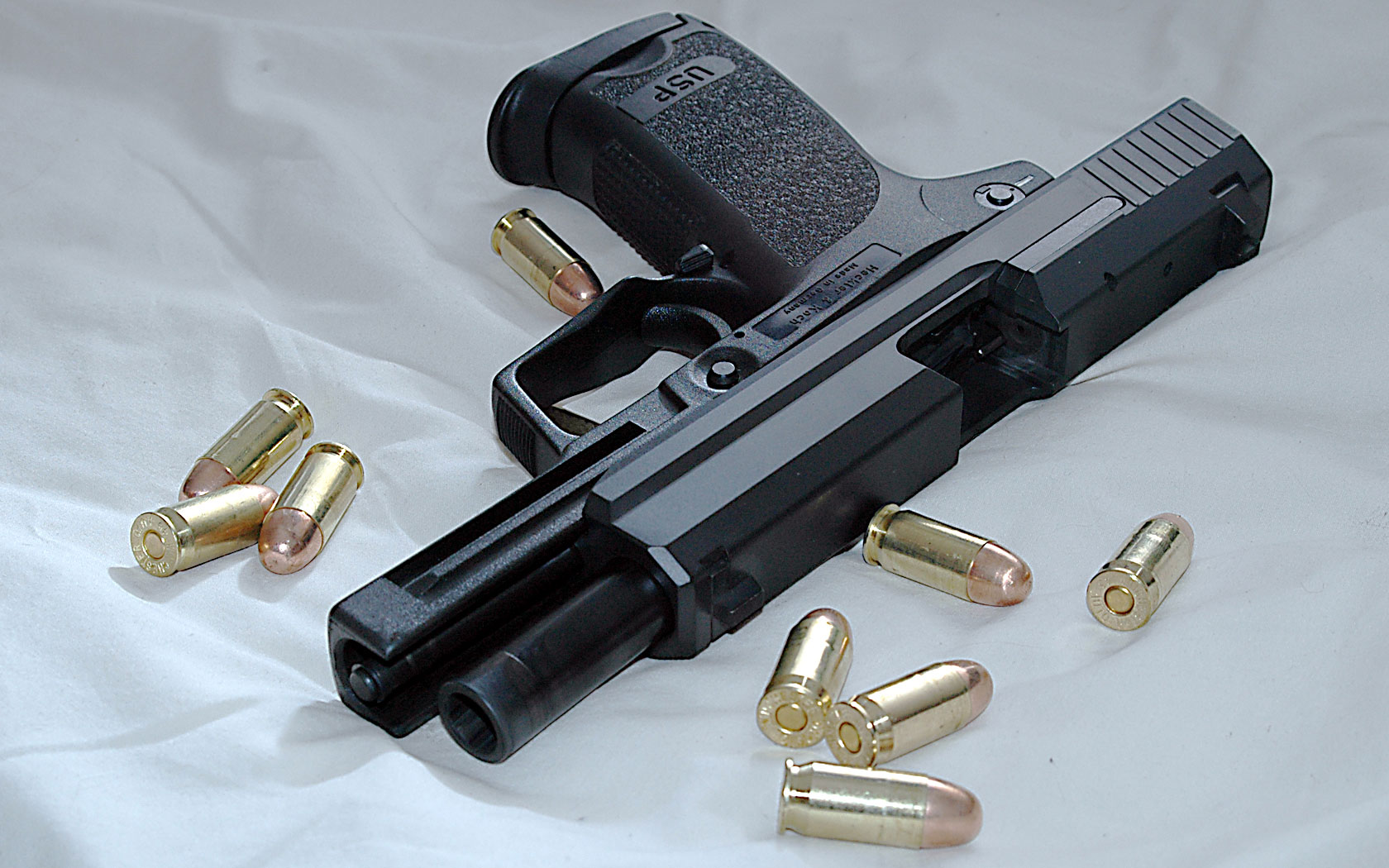
ホールドオープンしたUSP45

ライバルであるグロックと異なり、ポリマーフレームながら旧来的なマニュアルセーフティーや外装式の撃鉄（ハンマー）を備えている。
現代のダブルアクション拳銃としては珍しく、撃鉄を起こした状態でセーフティーを掛けて携行するコック&ロックも可能なのが特徴。
操作系統はコルト・ガバメントと同様の形式をとり、さらに左利きでも問題ないようマガジンキャッチをレバー式にし、付け替えなしで左右両用とできるようにした。また、コントロールレバーというコック&ロックとデコッキングの双方が可能なセーフティーを備える。コントロールレバーおよびトリガーメカニズムの組み合わせにより9種類のバリエーションが存在するため、上記のコック&ロック機能が不要な場合はデコッキング機能のみのモデルやダブルアクションオンリーのシンプルなモデルも選択できる。スライドリリース・コントロールレバーは片手親指のみで操作できるように設計されており、近年盛んになっているコンバット・シューティングの分野でも通用するようにできている。
グリップは、人間工学を生かした形状になっている。最初期のチェッカリングは細い縦の溝のみだったが、後に、手袋を装着していても滑らないよう、小さな四角錐を無数に配置したものに変更された。同様に、トリガーガードも手袋を着けての射撃がしやすいように大きめに設計されている。
マガジンをポリマー製にすることで、金属製マガジンの弱点であった「マガジンリップの変形による作動不良」を防ぐことができる。また、軽量なマガジンが自重で落ちてこなかった時のために、グリップ下部に窪みをつけ、マガジンを引き出しやすくしている。
フレームの先端には、フラッシュライトなどのアタッチメントを付けられるタクティカルマウントが世界で初めて標準装備され、ITI社製のM2という専用フラッシュライトも用意されている。USP以降に発表された銃では、これが標準的な装備となるまでに浸透した。
銃身内部の腔線は、断面が多角形になるポリゴナルライフリングと呼ばれる構造で、耐久性の増加につながるといわれている。
9x19mmパラベラム弾と.40S&W弾を使用するバージョンは、フレームなどが共通で、マガジンと銃身組み込み済みのスライドの交換で口径の変更が可能。また、アメリカ市場を睨んだ.45ACP弾モデルでは、先の2バージョンよりサイズが少し大きいものの、12発という装弾数を実現している。

## コントロールレバー
USPのコントロールレバーには、位置や機能・シングルアクションの有無・コントロールレバー自体の有無によって９つのバリエーションがある。
ヴァリアント1
シングル/ダブルアクション。後方から見て左側にコントロールレバーがあり、セーフティー、デコッキング両方の機能を持つ。
ヴァリアント2
ヴァリアント1のコントロールレバーを後方から見て右側としたもの。
ヴァリアント3
シングル/ダブルアクション。後方から見て左側にコントロールレバーがあり、デコッキングのみの機能を持つ。
ヴァリアント4
ヴァリアント3のコントロールレバーを後方から見て右側としたもの。
ヴァリアント5
ダブルアクションのみ。後方から見て左側にコントロールレバーがあり、セーフティーのみの機能を持つ。
ヴァリアント6
ヴァリアント5のコントロールレバーを後方から見て右側としたもの。
ヴァリアント7
ダブルアクションのみ。コントロールレバーが無い。
ヴァリアント8
シングル/ダブルアクション。後方から見て左側にコントロールレバーがあり、セーフティーのみの機能を持つ。
ヴァリアント9
ヴァリアント8のコントロールレバーを後方から見て右側としたもの。
また、P2000やP30同様にLEMトリガーを装備したものも販売されており、こちらにはコントロールレバーは無い。

## バリエーション

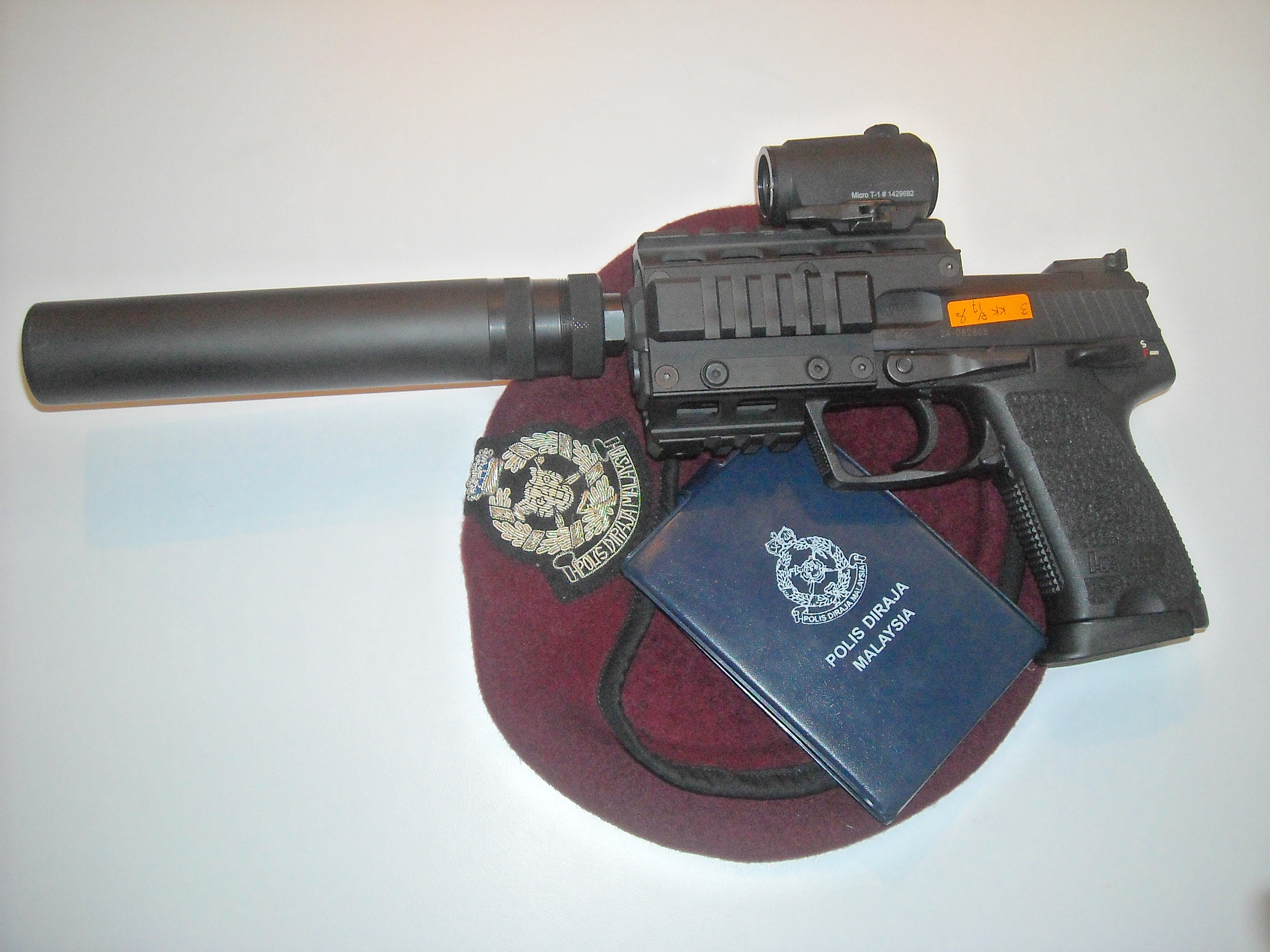
マレーシア警察のUSP タクティカル

USP タクティカル

9x19mmパラベラム弾、.40S&W弾、.45ACP弾のバリエーションがある。
通常モデルとの主な違いは、サプレッサー装着を前提とした装備がなされていることである。サプレッサー装着可能なネジ切り済み延長バレル、ハイ・ターゲティングサイトである。
これらの上に、マッチ仕様のトリガー、アジャスタブル・リアサイト、エクステンディッド・マガジンプレート、ローデッド・インジケーターなどを備え、射撃時における能力向上に努めている。
H&K社は、USP タクティカルを「Mk.23よりコンパクトな高性能銃を必要としている人へ」と紹介しており、肥大化してしまったMk.23の代替銃として位置づけている。

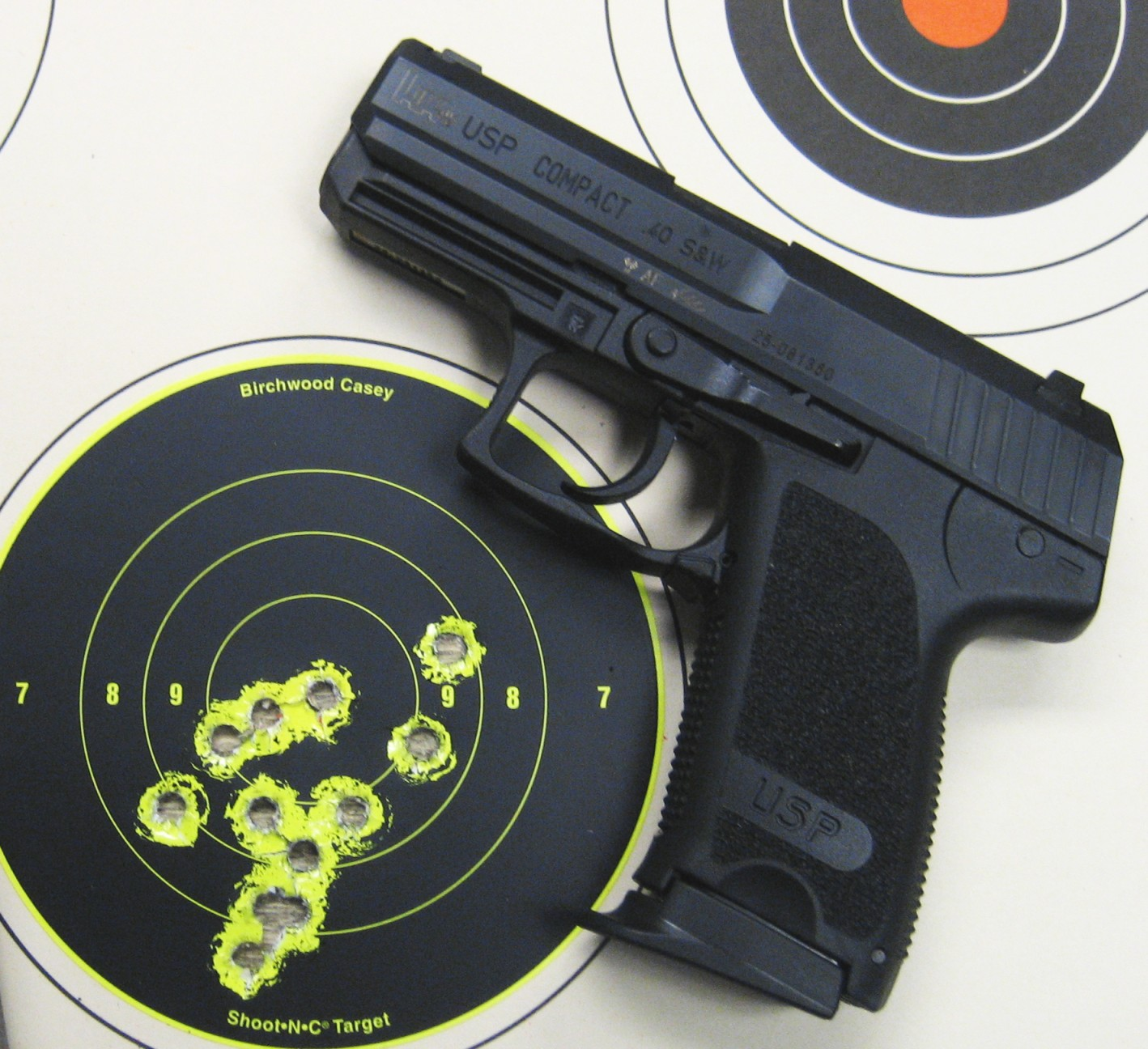
USP コンパクト

9x19mmパラベラム弾は13+1発、.40S&W弾と.357SIG弾では12+1発、.45ACP弾では8+1発と、小型化しながらも多弾装を実現。また、服などへの引っかかりを防ぐため、撃鉄は指掛けが欠けている。携帯性に優れているため、法執行機関を中心に採用されている。
USP エキスパート
9x19mmパラベラム弾、.40S&W弾、.45ACP弾のバリエーションがある。それぞれ、18+1発・16+1発・12+1発の多弾数である。競技仕様のUSPで、新しいデザインのスライドを装備、5.19インチに銃身長を伸ばしているほかは、USP タクティカルの装備とほぼ同等。
USP エリート
USP エキスパートより更に長い6.2インチの銃身長を持つ競技仕様のUSP。銃身の延長に伴いスライドもやや長くなっており、P2000に似たデザインの物になっている。銃身長とスライドの違い以外はUSP エキスパートと全く同じ仕様。
USP マッチ
9x19mmパラベラム弾、.40S&W弾、.45ACP弾のバリエーションがあり、装弾数はUSP エキスパートと同じである。競技用に特化しており、射撃時の跳ね上がりを抑制するため銃身前部にウェイトを装備している（コンペンセイターの機能は無い）。ウェイト以外はUSP タクティカルの装備とほぼ同等。
P8

ドイツ連邦軍に制式配備されているモデル。9x19mmパラベラム弾を使用。ヴァリアント1に相当するが、コントロールレバーの操作が若干異なり、P8では水平状態で発射可能、下げてセーフティーオン、さらに下げてデコッキングされるという、先代制式拳銃であるワルサーP1に近いものとなっている。
また、ライフリングはポリゴナルでは無く通常の溝を切ったもので、弾倉は半透明のものを用いている。
P10
USP コンパクトのドイツ連邦軍制式採用版の名称。小型化された以外にはP8と変わらないが、グリップ下部がコンパクトと比べ、若干斜めに突き出ている。ドイツ警察にも配備され、後に後継のP2000が登場した。
P12
USP タクティカルの.45ACP弾仕様のドイツ連邦軍制式採用版の名称。特殊部隊向けとされる。